# دنبي (برخوار الشرقي)
دنبي (بالفارسية: دنبی) هي قرية تقع في إيران في قسم برخوار الشرقي الريفي. يقدر عدد سكانها بـ 117 نسمة بحسب إحصاء 2016.